# Carlos Carus
Carlos Carus Suárez (10 de juny de 1930) és un exfutbolista mexicà.

## Selecció de Mèxic
Va formar part de l'equip mexicà a la Copa del Món de 1954.